# Subway (película)
Subway (conocida en España y Sudamérica como En busca de Freddy, en México como Prohibido pasar), es una película francesa de drama y comedia de 1985, considerada como el primer largometraje del cinéma du look. Fue dirigida por Luc Besson y protagonizada por Isabelle Adjani y Christopher Lambert. Debido a su interpretación, Lambert obtuvo el Premio César al mejor actor y el filme recibió un total de trece candidaturas.

## Sinopsis
La película comienza con Fred siendo perseguido por varios gánsteres ; Más tarde se explica que robó algunos documentos de su jefe en la fiesta de cumpleaños de su esposa Héléna. Fred escapa al mundo laberíntico del Metro de París. Durante los días siguientes, intenta chantajear a Héléna por los documentos, aunque claramente está menos interesado en el dinero que en ganarse su afecto.
Mientras tanto, los mafiosos y la policía continúan buscando a Fred, así como a su nuevo amigo "El patinador", que ha estado viviendo de pequeños robos y evitando a la policía durante ocho meses. Héléna lucha con sus sentimientos hacia Fred y vive insatisfecha con su esposo (muy mayor), a quien le dice que está cansada de sentirse una prisionera. Poco a poco, Fred conoce a varios músicos y los convence para que se unan a una banda que dice estar formando (aunque él mismo no sabe cantar). Héléna y Fred se enamoran, pero solo al final de la película es cuando intentan estar juntos, sin embargo no todo resulta salir bien.

## Reparto
| Actor                 | Personaje                        | Notas                              |
| --------------------- | -------------------------------- | ---------------------------------- |
| Isabelle Adjani       | Héléna Kerman                    |                                    |
| Christopher Lambert   | Fred                             | acreditado como Christophe Lambert |
| Richard Bohringer     | Florista                         |                                    |
| Michel Galabru        | Comisario Gesberg                |                                    |
| Jean-Hugues Anglade   | Patinador                        |                                    |
| Jean Bouise           | Maestro de estación              |                                    |
| Jean-Pierre Bacri     | Inspector Batman                 |                                    |
| Jean-Claude Lecas     | Robin                            |                                    |
| Pierre-Ange Le Pogam  | Jean                             |                                    |
| Jean Reno             | Baterista                        |                                    |
| Arthur Simms          | Paul, el vocalista               | intérprete de "It's Only Mystery"  |
| Éric Serra            | Enrico, bajista                  |                                    |
| Constantin Alexandrov | Raymond Kerman, esposo de Héléna |                                    |
| Luc Besson            | conductor del tren               | sin acreditar                      |

## Producción
Subway fue filmada parcialmente en locaciones del Metro de París, y parcialmente en sets que fueron diseñados por Alexandre Trauner. La escena de apertura de persecución homenajea a la película de 1971 The French Connection, y el final de la película se basa libremente en el de À bout de souffle (1960), de Jean-Luc Godard.

### Banda sonora
La partitura de Éric Serra y otras piezas musicales de la banda sonora, como la canción de la banda de Fred, "It's Only Mystery" (también escrita por Serra), se lanzaron en vinilo y casete en 1985. La banda sonora vendió más de 100.000 copias en Francia. La banda sonora fue lanzada en CD en 1996.
Lista de canciones
1. Subway (1 min 45 s)
2. Guns and People (3 min 53 s) (interpretado por Arthur Simms) (letra : Corine Marienneau)
3. Burglary (2 min 30 s)
4. Masquerade (3 min 40 s)
5. Childhood Drama (2 min 17 s)
6. Man Y (2 min 30 s)
7. Congabass (1 min 32 s)
8. Song to Xavier (2 min 25 s)
9. Speedway (3 min 38 s)
10. It's Only Mystery (4 min 32 s) (interpretado por Arthur Simms) (letra y música : Corine Marienneau, Louis Bertignac, Éric Serra)
11. Drumskate (1 min 50 s)
12. Dolphin Dance (2 min 30 s)
13. Racked Animal (3 min 00 s)
14. Pretext (5 min 00 s)
15. Dark Passage II (1 min 05 s)

## Recepción

### Crítica
Subway fue la tercera película francesa más popular en Francia en 1986, después de Trois hommes et un couffin y Les Specialistes . Atrajo a 2.920.588 cinéfilos. La película recaudó $390,659 en taquilla en los Estados Unidos. The film grossed $390,659 at the box office in the United States.
La película tiene una calificación del 67% en Rotten Tomatoes , según nueve reseñas. Janet Maslin de The New York Times elogió el "estilo visual altamente enérgico" de la película y "la pura diversión de representar escenas domésticas, interludios musicales y persecuciones en patines en el metro", pero agregó que "los personajes y situaciones son tan delgados que bien podrían ser ideas posteriores".

### Premios y nominaciones
La película fue nominada en trece candidaturas en los Premios César, y obtuvo tres galardones.
| Categoría                                         | Nominado/a          | Resultado |
| ------------------------------------------------- | ------------------- | --------- |
| César a la mejor película                         | Luc Besson          | Nominado  |
| César al mejor director                           | Luc Besson          | Nominado  |
| César al mejor actor                              | Christophe Lambert  | Ganador   |
| César a la mejor actriz                           | Isabelle Adjani     | Nominada  |
| César al mejor actor secundario                   | Jean-Hugues Anglade | Nominado  |
| César al mejor actor secundario                   | Jean-Pierre Bacri   | Nominado  |
| César al mejor actor secundario                   | Michel Galabru      | Nominado  |
| César a la mejor música escrita para una película | Éric Serra          | Nominado  |
| César al mejor decorado                           | Alexandre Trauner   | Ganador   |
| César a la mejor fotografía                       | Carlo Varini        | Nominado  |
| César al mejor sonido                             | Gérard Lamps        | Ganador   |
| César al mejor montaje                            | Sophie Schmit       | Nominada  |
| César al mejor afiche publicitario                | Bernard Bernhardt   | Nominado  |